# زین العابدین شاهمیری

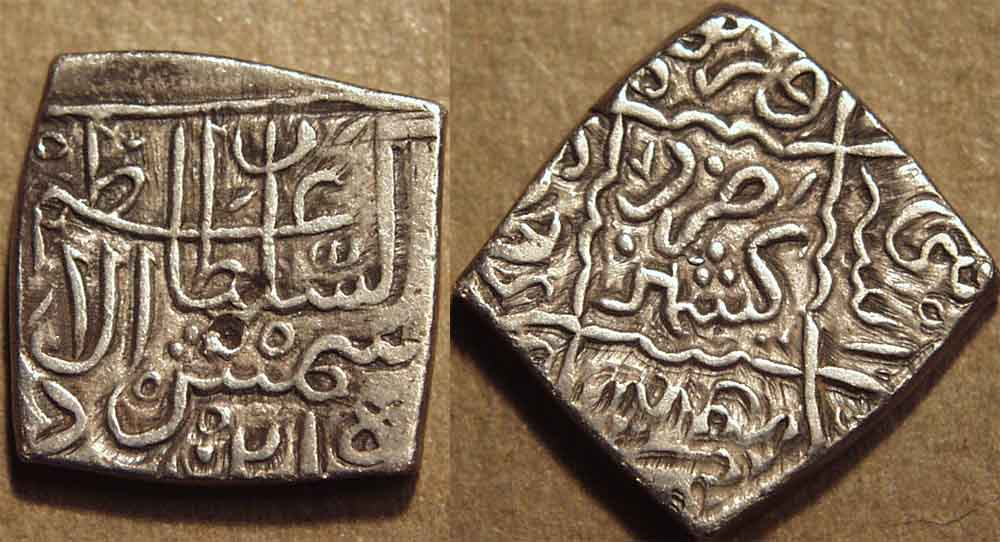
متونی که در زمان زین العابدین شاهمیری بر روی فلز حکاکی شدند.

زین العابدین شاهمیری یکی از فرمانروایان سلسله شاهمیری در جامو و کشمیر بود. ویزبان فارسی را بعنوان زبان رسمی دبار برگزید. در دوران وی برخی آثار سانسکریت به فارسی ترجمه شد و برخی آثار فارسی همچون یوسف و زلیخا به سانسکریت.
در دوران او که مقارن با حمله تیمور به ایران بود عده‌ای از ایرانیان و از جمل ساداتن به هند مهاجرت کردند و از سوی وی مورد تکریم قرار گرفتند.